# Smoke Break
Smoke Break è un singolo della cantante statunitense Carrie Underwood, pubblicato il 21 agosto 2015 come primo estratto dal quinto album in studio Storyteller.

## Descrizione
Il brano è stato scritto dalla stessa interprete con Chris DeStefano e Hillary Lindsey e prodotto da Jay Joyce. È composto in chiave di Si maggiore ed ha un tempo di 160 battiti per minuto.

## Accoglienza
Smoke Break è stata accolta positivamente da parte della critica specializzata. Grady Smith del The Guardian ha elogiato la scelta di Carrie Underwood di non seguire alcuna tendenza musicale con il singolo, definendola «la leader della musica country».

## Video musicale
Il videoclip, diretto da Randee St. Nicholas, è stato reso disponibile il 24 agosto 2015. Ai CMT Music Awards ha vinto nella categoria "Video femminile dell'anno", venendo candidato anche come "Video dell'anno".

## Esibizioni dal vivo
Carrie Underwood si è esibita per la prima volta con Smoke Break al The Tonight Show il 10 settembre 2015. L'ha poi presentata ai CMA Awards 2015.

## Tracce
1. Smoke Break – 3:18

## Classifiche
| Classifica (2015) | Posizione massima |
| ----------------- | ----------------- |
| Canada            | 53                |
| Stati Uniti       | 43                |